# Erick Caballero
Erick E.Caballero – panamski zapaśnik walczący w obu stylach. Srebrny medalista igrzysk Ameryki Środkowej i Karaibów w 1982. Złoty i srebrny medal na igrzyskach boliwaryjskich w 1981 roku.